# Kirkjubøur község
Kirkjubøur község (feröeriül: Kirkjubøar kommuna) egy megszűnt község Feröeren. Streymoy déli részén feküdt.

## Történelem
A község 1930-ban jött létre.
2005. január 1-jétől Tórshavn község része lett.

## Önkormányzat és közigazgatás

### Települések
| Település   | Mióta a község része | Előző község               | Meddig a község része | Következő község | Megjegyzés |
| ----------- | -------------------- | -------------------------- | --------------------- | ---------------- | ---------- |
| Kirkjubøur  | 1930                 | Suðurstreymoy egyházközség | 2004. december 31.    | Tórshavn község  |            |
| Velbastaður | 1930                 | Suðurstreymoy egyházközség | 2004. december 31.    | Tórshavn község  |            |

## Népesség
| Év              | Lakosság |
| --------------- | -------- |
| 1986. január 1. | 154      |
| 1991. január 1. | 186      |
| 1996. január 1. | 178      |
| 2001. január 1. | 208      |